# Antoine Scipion de Joyeuse
Pour les articles homonymes, voir Joyeuse.
Antoine Scipion de Joyeuse est né vers 1565 et mort le 19 octobre 1592. Membre de la Maison de Joyeuse, il était le fils de Guillaume de Joyeuse et de Marie de Batarnay. Il était le frère d'Anne de Joyeuse et du cardinal François de Joyeuse.

## Ordre de Saint-Jean de Jérusalem
Il rentre de minorité dans l'ordre de Saint-Jean de Jérusalem puis devient chevalier de Malte. Il est nommé prieur de Toulouse en 1581.
Après la mort à la bataille de Coutras de son frère le duc de Joyeuse Anne, le pape Sixte V le délie de ses vœux hospitaliers et le rend à la vie séculière pour empêcher l'extinction de sa famille. Il devient à son tour duc de Joyeuse de 1590 à 1592 et prend alors la tête des armées catholique du Midi.

## Guerres de Religion
Pendant les guerres de Religion, il seconda son père, avant de lui succéder comme lieutenant général du Languedoc, le 17 mars 1592. En 1589, à la mort d'Henri III il rejoint la Ligue. Chef de guerre habile, mais brutal : secondé par un certain Barudel, un ancien boucher, il fit exécuter des blessés à Montastruc (10 mai 1590) et fut réputé pour tuer « sans distinction d'âge ny sexe »[réf. nécessaire].
En mai 1592, Scipion fut vainqueur à Lautrec, puis assiégea Villemur le 10 septembre 1592. Le 19 octobre, ses troupes furent assaillies par des renforts de troupes protestantes, et par des troupes du duc d'Épernon rallié à Henri IV, venues de Montauban et fortes de 500 chevaux et 3 000 arquebusiers. Prise au piège entre Villemur et les renforts, l'armée de Scipion de Joyeuse se débanda et s'enfuit vers le Tarn. Scipion fut emporté par le courant et s'y noya. Il fut jugé à l'époque comme « Un flambeau qui eust entièrement embrasé le Languedoc sy la rivière du Tarn ne l'eust esteint ». Il fut inhumé dans le chœur de l'église St Étienne de Toulouse.

## Liens
1. 1 2  Jean Raynal, Histoire de la ville de Toulouse, Jean François Forest, 1759 (présentation en ligne)
2. ↑  de La Roque, Catalogue des Chevaliers de Malte appelés successivement Chevaliers de l'ordre militaire et hospitalier de Saint-Jean de Jérusalem, de Rhodes et de Malte, Alp. Desaide, 1891, col. 124
3. ↑  A. du Bourg, Histoire du grand-prieuré de Toulouse, Société de Bibliographie et Sistac et Boubée, 1883, p. 26
4. ↑  A. du Bourg, 1883, p. 21
5. ↑  https://archive.org/stream/mmoiresdejacque00pradgoog/mmoiresdejacque00pradgoog_djvu.txt